# Glisolles
Glisolles är en kommun i departementet Eure i regionen Normandie i norra Frankrike. Kommunen ligger i kantonen Conches-en-Ouche som tillhör arrondissementet Évreux. År 2022 hade Glisolles 851 invånare.

## Befolkningsutveckling
Antalet invånare i kommunen Glisolles
Referens:INSEE